# .il
.il為以色列國家及地區頂級域（ccTLD）的域名。
以色列于2012年申请希伯来语顶级域名‎‎，2020年5月19日获得ICANN批准，2021年2月11日启用。

## 外部連結
- IANA .il whois information（页面存档备份，存于）
- Israeli Internet Association （页面存档备份，存于）